# Dritter Anglo-Afghanischer Krieg
Der Dritte Anglo-Afghanische Krieg (englisch Third (Anglo-)Afghan War) von 1919 war eine von drei militärischen Auseinandersetzungen des Britischen Empire mit Afghanistan zwischen 1839 und 1919, den Anglo-Afghanischen Kriegen.
Er begann am 6. Mai 1919 und endete mit einem Waffenstillstand am 8. August 1919. Emir Amanullah Khan konnte zunächst Erfolge gegen die Briten verzeichnen. Im Gegenzug bombardierte eine Handley Page H.P.15 am 24. Mai 1919 den Königspalast in Kabul, was weniger einen militärischen als einen psychologischen Erfolg bedeutete. Amanullah schrieb nach der Bombardierung Kabuls durch die Royal Air Force einen Brief an den Generalgouverneur und Vizekönig von Indien und ersuchte einen Frieden.
Der Friede von Rawalpindi vom 8. August 1919 stellte die provisorische Anerkennung Afghanistans als souveränen und unabhängigen Staat durch Großbritannien fest.